# Loxosomella
Loxosomella är ett släkte av bägardjur som beskrevs av Ole Theodor Jensen Mortensen 1911. Loxosomella ingår i familjen Loxosomatidae.

## Dottertaxa tillLoxosomella, i alfabetisk ordning[1][2]
- Loxosomella akkeshiense
- Loxosomella alatum
- Loxosomella aloxiata
- Loxosomella antarctica
- Loxosomella antedonis
- Loxosomella antis
- Loxosomella aripes
- Loxosomella atkinsae
- Loxosomella bifida
- Loxosomella bilocata
- Loxosomella bocki
- Loxosomella breve
- Loxosomella brucei
- Loxosomella brumpti
- Loxosomella circulare
- Loxosomella cirriferum
- Loxosomella claviformis
- Loxosomella cochlear
- Loxosomella compressa
- Loxosomella constrictum
- Loxosomella crassicauda
- Loxosomella cricketae
- Loxosomella diopatricola
- Loxosomella discopoda
- Loxosomella ditadii
- Loxosomella elegans
- Loxosomella fagei
- Loxosomella fauveli
- Loxosomella follicola
- Loxosomella gautieri
- Loxosomella glandulifera
- Loxosomella globosa
- Loxosomella harmeri
- Loxosomella hispida
- Loxosomella illota
- Loxosomella intragemmata
- Loxosomella kindal
- Loxosomella lappa
- Loxosomella lecythifera
- Loxosomella leptoclini
- Loxosomella lineata
- Loxosomella macginitieorum
- Loxosomella marisalbi
- Loxosomella marsypos
- Loxosomella minuta
- Loxosomella monocera
- Loxosomella mortenseni
- Loxosomella murmanica
- Loxosomella museriensis
- Loxosomella neapolitanum
- Loxosomella nitschei
- Loxosomella nordgaardi
- Loxosomella obesa
- Loxosomella olei
- Loxosomella ornata
- Loxosomella parvipes
- Loxosomella pes
- Loxosomella phascolosomata
- Loxosomella polita
- Loxosomella prenanti
- Loxosomella pusillum
- Loxosomella raja
- Loxosomella sawayai
- Loxosomella scaura
- Loxosomella schizugawaense
- Loxosomella seiryoini
- Loxosomella similis
- Loxosomella stomatophora
- Loxosomella studiosorum
- Loxosomella subsessile
- Loxosomella teissieri
- Loxosomella tethyae
- Loxosomella tonsoria
- Loxosomella triangularis
- Loxosomella varians
- Loxosomella velatum
- Loxosomella vivipara
- Loxosomella worki
- Loxosomella zima